# Termas romanas de Torreblanca del Sol
El yacimiento arqueológico denominado termas romanas de Torreblanca del Sol, en Fuengirola (provincia de Málaga, España), se localiza en el km 220 de la carretera N-340 Cádiz-Barcelona, pasada la barriada fuengiroleña de Los Boliches. Esta se sitúa sobre una pequeña meseta ubicada al margen izquierdo del arroyo de las Presas, próxima a la desembocadura de este al mar.

## Excavaciones
Los principales restos de esas construcciones romanas, se dan a conocer fruto de unas obras de ensanche del eje viario, apareciendo numerosos muros y sillares. Aunque se constata la existencia del sitio desde la primera mitad del siglo XX, no será hasta 1983 cuando se lleve a cabo su excavación sistemática y se procede, en este momento, al registro de su secuencia. La primera ocupación se remonta al siglo I d. C. con la presencia de cerámicas de dicha época. No obstante, las estructuras se adscriben a la primera mitad del siglo II d. C. y pertenecen a unos balnea romanos.

## Descripción

### Termas
Estas termas tienen un núcleo de dos habitaciones octogonales comunicadas entre sí, e interpretadas la primera como caldarium, que se encuentra asociado a dos praefurnia y una pequeña sala, posiblemente un sudatorium o laconicum, mientras que la segunda de estas estancias se corresponde con el tepidarium, en el que se ha podido documentar una piscina central. Desde esta última sala se accede al frigidarium, que a diferencia del resto, es de planta cuadrada.
Estos balnea estarían asociados a una villa, cuyo único testimonio son estos baños y el área de producción. Probablemente a esta villa pertenecería la estatua-fuente que representa la personificación de un río, aparecido en esta zona y elaborado en mármol de Mijas en un taller de la región en el siglo II d. C.
A mediados del siglo III d. C., se amortiza este edificio termal y se adecua como una pequeña factoría de salazones de pescado que se mantendrá en funcionamiento hasta fines del siglo IV d. C., aunque para algunos investigadores el origen de la factoría se podría retrotraer a fechas anteriores. A la elaboración de salazones se suma la constatación en este lugar de producción de púrpura como actividad complementaria a la producción habitual.

### Necrópolis
Posteriormente se reutilizó el lugar como necrópolis, de la que se conocen más de treinta tumbas fechadas en los siglos V y VI. La posterior utilización como necrópolis no es un fenómeno aislado, sino que se repite la misma secuencia en yacimientos de la zona, hecho que puede relacionarse con diferentes situaciones, tales como períodos de agitaciones políticas o crisis de rutas comerciales. Tradicionalmente se ha asociado a esta necrópolis una inscripción aparecida en la zona que hace alusión a una iglesia cercana.